# Benton (Louisiana)
Benton ist eine Kleinstadt (mit dem Status „Town“) und Verwaltungssitz des Bossier Parish im US-amerikanischen Bundesstaat Louisiana. Das U.S. Census Bureau hat bei der Volkszählung 2020 eine Einwohnerzahl von 2.048 ermittelt. Die Stadt ist dem Senator Thomas Hart Benton benannt.
Benton ist Bestandteil der Metropolregion Shreveport-Bossier City am Red River.

## Geografie
Benton liegt im Nordwesten Louisianas, am östlichen Rand der Flussaue des Red River und unweit der Grenzen zu Arkansas im Norden und Texas im Westen. Die geografischen Koordinaten von Benton sind 32°41′42″ nördlicher Breite und 93°44′31″ westlicher Länge. Das Stadtgebiet erstreckt sich über eine Fläche von 5 km².
Benachbarte Orte von Benton sind Plain Dealing (25,1 km nordnordöstlich), Willow Chute (7,5 km südsüdöstlich) sowie die Orte Blanchard (südwestlich) und Belcher (nordwestlich) am gegenüberliegenden Ufer des Red River, die aber über Straßen weit über 40 km entfernt liegen.
Das Stadtzentrum von Shreveport liegt 21 km südlich. Die nächstgelegenen weiteren Großstädte sind Louisianas Hauptstadt Baton Rouge (402 km südöstlich), Louisianas größte Stadt New Orleans (523 km in der gleichen Richtung), Lafayette (360 km südsüdöstlich), Dallas in Texas (322 km westlich), Arkansas’ Hauptstadt Little Rock (295 km nordöstlich) und Mississippis Hauptstadt Jackson (362 km östlich).

## Verkehr
Louisiana Highway 3 verläuft in Nord-Süd-Richtung als Hauptstraße durch Benton. Alle weiteren Straßen sind untergeordnete Landstraßen, teils unbefestigte Fahrwege sowie innerörtliche Verbindungsstraßen.
Durch Benton verläuft parallel zum LA 3 eine Eisenbahnstrecke der BNSF Railway, die von Shreveport nach Little Rock führt.
Die nächsten Flughäfen sind der Shreveport Regional Airport (34,7 km südwestlich) und der größere Dallas/Fort Worth International Airport (355 km westlich).

## Bevölkerung
Nach der Volkszählung im Jahr 2010 lebten in Benton 1948 Menschen in 777 Haushalten. Die Bevölkerungsdichte betrug 389,6 Einwohner pro Quadratkilometer. In den 777 Haushalten lebten statistisch je 2,51 Personen.
Ethnisch betrachtet setzte sich die Bevölkerung zusammen aus 55,3 Prozent Weißen, 40,6 Prozent Afroamerikanern, 1,0 Prozent amerikanischen Ureinwohnern, 0,4 Prozent Asiaten, 0,1 Prozent (zwei Personen) Polynesiern sowie 1,0 Prozent aus anderen ethnischen Gruppen; 1,6 Prozent stammten von zwei oder mehr Ethnien ab. Unabhängig von der ethnischen Zugehörigkeit waren 3,6 Prozent der Bevölkerung spanischer oder lateinamerikanischer Abstammung.
26,2 Prozent der Bevölkerung waren unter 18 Jahre alt, 59,7 Prozent waren zwischen 18 und 64 und 14,1 Prozent waren 65 Jahre oder älter. 53,5 Prozent der Bevölkerung war weiblich.

Das mittlere jährliche Einkommen eines Haushalts lag bei 41.400 USD. Das Pro-Kopf-Einkommen betrug 19.978 USD. 18,2 Prozent der Einwohner lebten unterhalb der Armutsgrenze.

## Bekannte Bewohner
- Henry Warren Ogden (1842–1905) – von 1894 bis 1899 demokratischer Abgeordneter des US-Repräsentantenhauses[4] – lebte in Benton und ist auf dem Cottage Grove Cemetery beigesetzt[5]